# レースシミュレーション

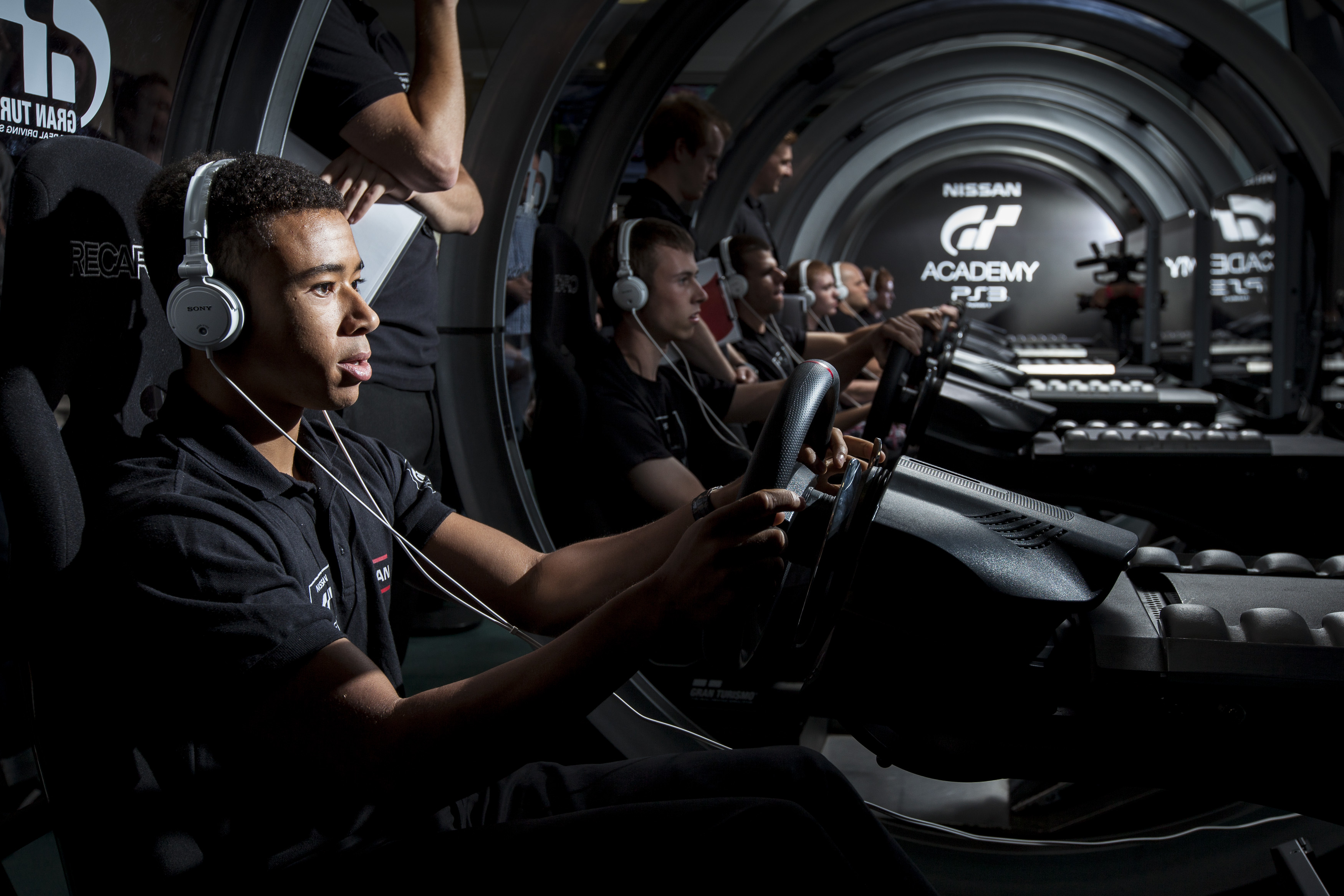
シムレーサーのヤン・マーデンボローは、グランツーリスモをプレイすることでプロのレーシングドライバーになった。

レースシミュレーション（英: Sim racing）は、コンピュータゲームの一種で、実際のモータースポーツにおける運転状況の再現に重きを置いたレースゲームの総称である。レースシムと呼ばれることもある。

## 概要
レースゲームの中でも、車体の損傷や燃料消費、タイヤの消耗、サスペンションセッティングといった、実世界のモータースポーツで起こる複雑な事象をバーチャルリアリティとして再現することを重視したゲームを、レースシミュレーションと呼ぶ。アーケードゲームに多く見られる、実世界の複雑な現象を廃してスピード感に重きを置いたレースゲームとは志向を異にするもので、ゲームを優位に進めるためには車両挙動や燃料とタイヤの消耗のコントロールなどの技術を習得する必要があり、地道な練習を強いられる点がこの種のゲームの難しさであり現実感として楽しめる要素でもある。
オンラインレース機能によってゲームAIだけでなく実際の人間を相手にゲームができるようになり、実際のモータースポーツにさらに近づいた。それどころか今や、実際の車でレースをしている人々が練習や趣味としてレースシミュレーションを使用することも珍しくなく、プロのレーシングドライバーがトレーニングに利用することさえある。
レースシミュレーションの性能を最大限に活用し、本物のレーシングドライバーのような体験をするにはステアリングコントローラとそれに付属するペダル類が必要で、しかもフォースフィードバックを備えているものを使うのが望ましい。⇒#ハードウェア

## 歴史
最初にシミュレーションを売りにしたレースゲームは1986年に発売されたREVSとされる。REVSはジェフ・クラモンドの設計によるフォーミュラ3レースのシミュレーションゲームで、8ビットのコモドール64やBBC Microで動作した。REVSはイングランドを中心として多くのファンを獲得した一方で、アメリカではそれほどの人気はなかった。REVSは、1989年にアーケード向けと家庭用コンピュータ向けとして発売されたハードドライビンが人気を集めるまで、最も広くプレイされたレースシミュレーションであったと推測される。

### レースシミュレーションの登場と発展
レースシミュレーションが一般に認知されたのは、1990年にPapyrus Design Groupのインディアナポリス500：ザ・シミュレーション（以下、Indy 500）が発表されたときであった。Indy 500では全500マイル (800 km)のレースを行うことができ、レースの途中でエンジンブローすると、実際のレースさながらにその時点でプレイヤーのレースが終わってしまうという、現実のレ―スを模した設定がなされていた。このゲームは20万本以上が販売された。
次の大きな節目は、ジェフ・クラモンドによって開発されたマイクロプローズのフォーミュラ1グランプリ（以下、F1GP）であった。F1GPは、プレイヤーが交替する形でマルチプレイを可能とし、さらにヌルモデムケーブルを経由してレースマシンのデータを他のプレイヤーに送信することができた。つまり、一方が行ったレースや練習走行のデータを、他方がプレイする際に再生して競うという形でプレイヤー間の競走を実現していた。また、F1GPはスリップストリームを可能にした最初のレースシミュレーションであった。
1993年、Papyrus Design GroupはIndy 500に続いてインディカー・レーシングを発売し、約30万本を売り上げた。発売後に拡張データの形で追加のサーキットコースをリリースし、最後の拡張データにはインディ500のコースとペイントキットが含まれ、プレイヤーは容易に車をカスタマイズできるようになった。さらに翌年にはナスカー・レーシングをリリースした。このゲームは当時のPCにとっての限界であったSVGAの解像度(640x480)に対応していた。これはそれまでの320x200の解像度のレースシミュレーションを貧相な映像に感じさせ、高性能PCを持った、特に北米の人々から人気を集めた。さらに「ハワイ」ダイアルインサーバーを使い、オンラインレースを行うことができるようになった。この時期のレースシミュレーションのプレイヤーにとって、300ドルから1500ドルの電話代をオンラインレースのためにかけることは珍しいことではなかった。また、1995年、新しいNASCARグラフィックエンジンを用いて1作目をアップデートしたインディカー・レーシングIIが登場した。
1996年、MicroProseはF1GPの後継として大きく期待されたグランプリ2（以下、GP2）を発売した。GP2は、1994年のF1世界選手権を詳細かつ綿密にシミュレートしたことに加え、オンラインコミュニティを通したカスタマイズ性で成功を収めた。プレイヤーはドライバー、チーム、グラフィック、物理、車の形状、さらにはコースといった、このゲームのすべてを変更することができた。
1996年、前作のナスカー・レーシングを改良したTemplate:ナスカー・レーシング2が発売され、レースシミュレーションのプレイヤー数は爆発的に増えた。
1998年、1967年のF1世界選手権を題材にしたGrand Prix Legends（以下、GPL）がPapyrusから発売された。サードパーティによるGPL用のアドオンであるVROC  (Virtual Racers Online Connection) によってプレイヤーは互いにンターネットで結ばれ、レースに参加できるようになった。発売から10年以上が経過しているにもかかわらず、現在のCPUやグラフィック能力に合わせてアップデートするなどの活動を行うコミュニティがある。
1999年にイメージ・スペース・インコーポレーテッド製作のスポーツカーGTがElectronic Artsから発売された。このゲームはゲーム内の物理的な事象に手を加えることが可能であり、大きなプレイヤーのコミュニティがISIが製作したレースシミュレーションを改造することに傾倒した。そうした改造チームの一つ en:Simbinは彼ら自身の会社を興し、GTR - FIA GT Racing Game、GT Legends、GTR - FIA GT Racing Game 2、RACE - The Official WTCC Game、RACE 07 - The Official WTCC Game、STCC - The Game、GTR EvolutionおよびRace Onといったゲームを発売した。

### グラフィックアクセラレータの発達
1990年代後半になると、グラフィックカードがレースシミュレーションのグラフィックと物理のリアリズムを大きく向上させた。新しいGraphics Processing Unitはメインプロセッサの負荷を軽減しながらポリゴン計算の能力を高速化するだけでなく、テクスチャマッピングやアンチエイリアスによってより滑らかな視覚効果を表現でき、パーティクルといった機能が盛り込まれて霧や雨などが表現できるようになった。1997年にUbisoftから登場したen:F1 Racing Simulation(以下、F1RS)は、この新しい技術を引き出した最初のものの一つである。
2000年、Microproseはより最新のグラフィックエンジンを使って、GP2と同じようにカスタマイズ可能なシステムを採用したグランプリ3を発売した。GP3は、適切なネットワークプレイヤーサポートを持たない上、グラフィックエンジンはGP2の延長上のものであったが、それがGP2とのサーキットコースの互換性を生むことになった。

### 「グランツーリスモ」の登場から現在まで
1997年、1992年から5年間の開発期間を経たポリフォニー・デジタルのグランツーリスモが発売された。これはグランツーリスモシリーズとして続くことになり、特に2001年発売のPS2用のグランツーリスモ3 A-specは、PS2のグラフィックエンジンの性能を最大限に活かしてPS1を大きく上回る高画質を実現し、PS2のキラーソフトウェアともなりPS2とともに猛烈な勢いで売れた。2006年には「これまでで最も影響力のある家庭用レースゲーム」と評された。それまでの家庭用レースシミュレーションと一線を画する特徴として、きめ細かいチューニングオプションや、「グランツーリスモモード」と名付けられたゲームシステムの導入があった。グランツーリスモモードは他のゲームではキャリアモードとも呼ばれ、プレイヤーがドライビングテストを受けてライセンスを獲得し、レース出場への道を拓いたり、ゲーム進行の経路を選べたりするシステムである。。その後もPS3用（グランツーリスモ5、グランツーリスモ6）、PS4用（グランツーリスモSPORT）がリリースされており、2022年3月にPS5及びPS4用のグランツーリスモ7も発売となった。グランツーリスモシリーズは全てのレースシミュレーションの中で最もヒットした作品であり、2022年11月現在、累計9000万本超の販売数を記録している。）
一方、2005年には、マイクロソフト社が、Sony陣営のPlayStationとグランツーリスモが独り勝ち状態となっている市場に食い込み、かつXboxの販売台数を伸ばすために、Xbox限定でForza Motorsportを発売した。Forza Motorsportは実際に成功を収め、2007年にはXbox 360用にForza Motorsport 2を発売。AIの操る競走相手の車の挙動がグランツーリスモよりも自然だと評価された。2013年にはXbox One用のForza Motorsport 5も発売され、最新作のForza Motorsport 7まで累計約2000万本（スピンオフ作品のForza Horizonを除く）を売り上げている。
2003～2015年にかけて、3人で構成される小さなチームがLive for Speedを開発した。
2005年、ISIは物理エンジンのgMotor2をベースに、高度にモディファイ可能なレースシミュレーションのrFactorを開発した。
2008年、旧Papyrusの共同創立者であるDavid Kaemmerはは、加入端末で動作する新しいマルチプレイヤー指向のレースシミュレーションとしてiRacingを発売した。また、ラリーファン向けのハードコアレースシミュレーションとしてリチャード・バーンズ・ラリーもリリースされ、このゲームの物理プログラムリーダーであるEero Piitulainenは現在、en:Driver's Republicという新しいマルチクラスオンラインレースシミュレーションを開発している。
2010年、イタリアの制作会社en:Kunos Simulazioniが、よりリアルなシミュレーションを追求したアセットコルサの開発に着手し、2013年から2015年にかけてWindows、PS4、Xbox Oneの3つのプラットフォームで発売した。
2015年、en:Slightly Mad StudiosがプロジェクトカーズをWindows、PS4、Xbox One用に発売した。

## ハードウェア
レースシミュレーションは、ステアリングコントローラや、それに付属するシフター（シフトノブを模したコントローラ）やペダル類を接続することで、より実際の車を運転している感覚に近づくことができる。さらに、ステアリングコントローラの中でも、プレイヤーの操作やゲーム内の状況によってコントローラに衝撃や振動を伝えるフォースフィードバックの機能があるタイプを使うと、路面の状況や段差の乗り上げ等まで、ステアリングの振動や抵抗を通して実車同様に感じられるようになる。
さらに、レースカーのコクピットを模したレースフレームを利用すると、よりレーシングカーに座っている状態に近付ける事が出来る。レースシミュレーションのエンスージアストは、より現実的な環境を作り出そうと、プロジェクタースクリーンや複数の画面を備えた驚くほどのコックピットを構築している。
PCのレースシミュレーション用には、油圧で動くユニットも（数十万円以上とかなり高価だが）販売されており、これを使うことでプレーヤー・座席・ステアリング・モニタの全体を前後左右に激しく傾けることができ、急発進時や急ブレーキ時やカーブ走行時のG（加速度）を体感することができる。
また、ブロードバンドの利用が一般化し通信速度が高速化したことで、オンラインレースは高品質になった。
- PS3向けのステアリングコントローラ
- フレーム
- VRのレースシミュレーション

## コミュニティ
多くのシミュレーションレースリーグが存在し、他の複数名のプレイヤーとインターネットを通じて対戦することが可能である。また、インターネット上にRace Sim Central(英語)やUseNetのrec.autos.simulatersを含むいくつかのフォーラムがあり、コミュニティにゲームに関する議論を行う場を提供している。
また、LANレースのイベントも開催されており、レースシミュレーションのレーサーが実際に集まりレースを行なったり、懇親会を楽しめたりする場となっている。

## レースシム開催地
ちょうど過去2、3年で、技術は成熟に達しつつあり、それは専用のレース開催地を設立するように開拓者を誘惑している。イギリスのSim Racing Ltdは、ドライバーやシムドライバー向けに専用のレース開催地のコンセプトを開発している。彼らの最初の提供は一連のDrivers Challenge(英語)活動の形でやって来る。Hyperstimはさらに世界中に多くのRace Centre(英語)を開いている。今日、これらの活動は比較的目立たないが、もし適切に開発されれば、さらに多くの人々が参加活動としてのモータースポーツを楽しむ大きな可能性を持つ事になる。

## 代表的なレースシミュレーション
- グランツーリスモ
- Forza Motorsport
- アセットコルサ（en:Assetto Corsa）

- en:NASCAR Racing 2003 Season
- en:Richard Burns Rally
- Grand Prix Legends
- en:iRacing
- en:Virtual Grand Prix 3
- en:GT Legends
- en:rFactor
- en:Race 07
- en:GTR2
- Live for Speed
- en:netKar Pro
- en:X Motor Racing